# Makrofotografia

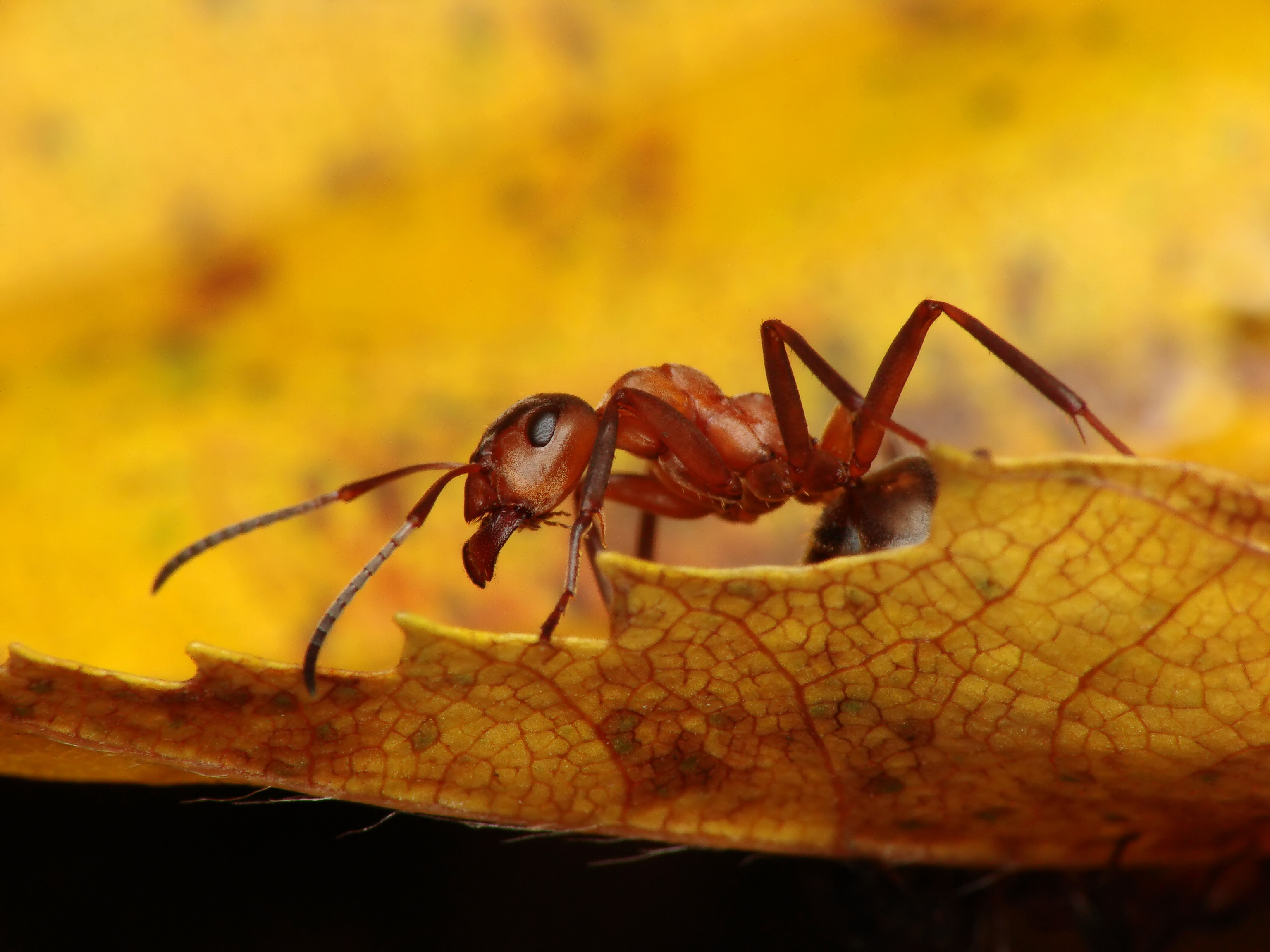
Makrofotografia

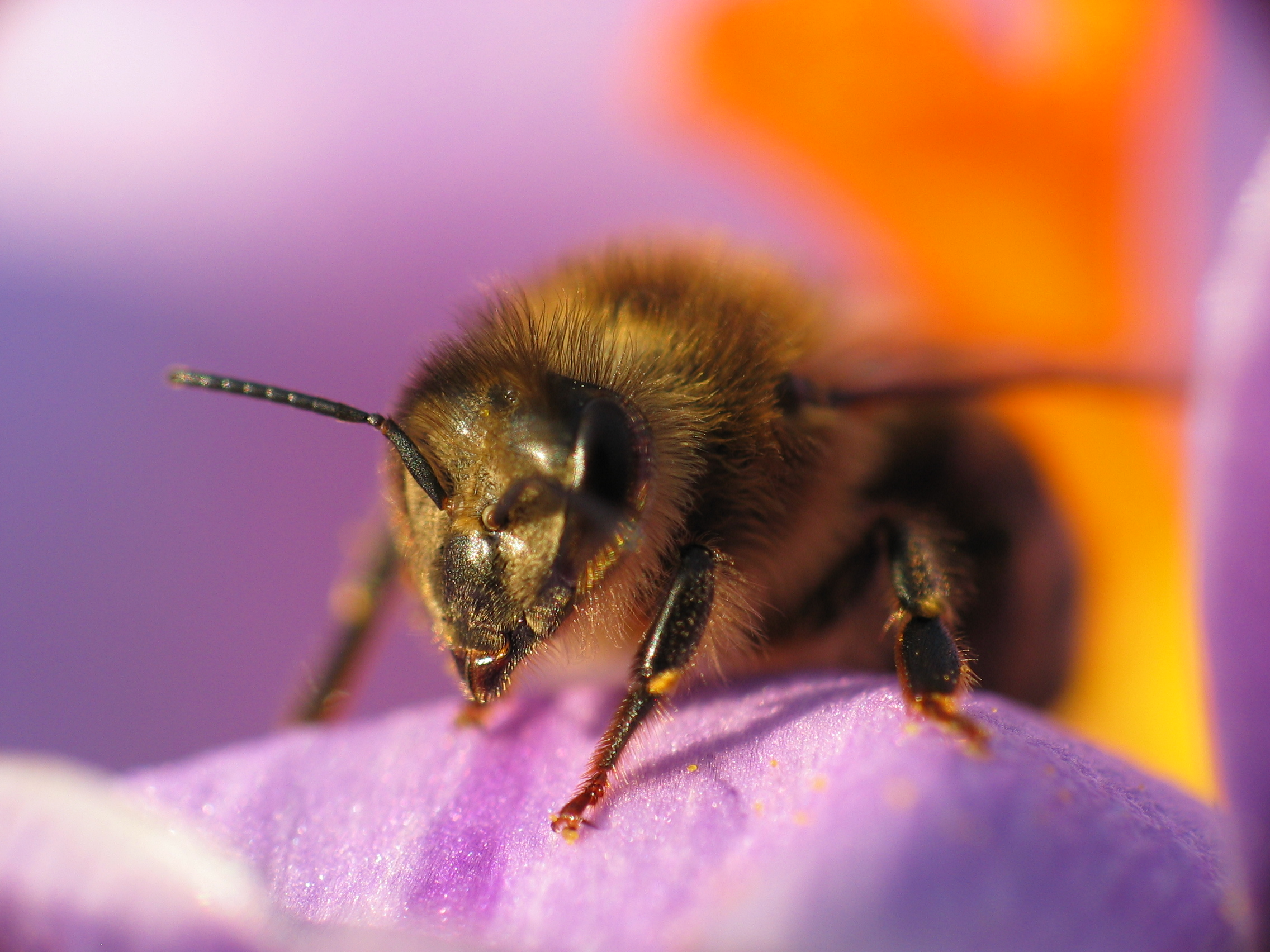
Mała głębia ostrości

Makrofotografia – rodzaj fotografii, w której fotografowany obiekt zostaje odwzorowany w naturalnych rozmiarach lub jest nieznacznie powiększony.
Na ogół zakres powiększenia liniowego (często zwanego przez fotografów skalą odwzorowania) waha się w granicach od 1:1 do 10:1 – od wielkości naturalnej do 10-krotnego powiększenia (dla formatu małoobrazkowego jest to obszar 24×36–2,4×3,6 mm). Często rozszerza się ten obszar do zbliżeń wymagających obiektywów z funkcją makro lub dodatków na 3:1 do 30:1. Większe powiększenia uzyskuje się za pomocą mikroskopu w mikrofotografii.
Większość obiektywów macro to średnie oraz długie ogniskowe, istnieją jednak obiektywy krótkoogniskowe przeznaczone do makrofotografii jak np. Laowa 15mm f4.
Podstawowym problemem, jaki występuje przy tego typu fotografii, jest mała głębia ostrości (co widać na zdjęciu obok). Z tego względu bardzo ważne jest precyzyjne ustawienie ostrości.
Aby uzyskać wystarczające powiększenie, konieczne jest na ogół znaczne przybliżenie aparatu do obiektu fotografowanego. Zazwyczaj odległość fotografowania w przypadku makrofotografii jest mniejsza niż 30 cm (odległość ta jest ściśle zależna od ogniskowej zastosowanego obiektywu). Aby umożliwić tak duże zbliżenie, konieczne może być zastosowanie specjalnego obiektywu. Innym rozwiązaniem jest zastosowanie obiektywu standardowego zamocowanego przy pomocy pierścieni pośrednich albo mieszka, które zwiększają dystans pomiędzy obiektywem a błoną fotograficzną lub matrycą swiatłoczułą. Ze względu na asymetrię obiektywów, w niektórych sytuacjach dobre efekty daje zastosowanie pierścienia odwrotnego mocowania. Innym sposobem jest użycie soczewek nasadkowych (soczewki dodatnie), które skracają ogniskową obiektywu. Soczewki te umieszcza się bezpośrednio na przedniej soczewce obiektywu. Soczewki nasadkowe mogą być stosowane razem z innymi urządzeniami do fotografii z małej odległości (tubusy, mieszki).
W aparatach kompaktowych z obiektywem o zmiennej ogniskowej dostępne jest specjalne ustawienie ostrości oznaczone jako „macro”, pozwalające na wykonywanie zdjęć ze znacznie mniejszej odległości (zwykle kilku cm) niż w przypadku trybu standardowego.

## Akcesoria do makrofotografii

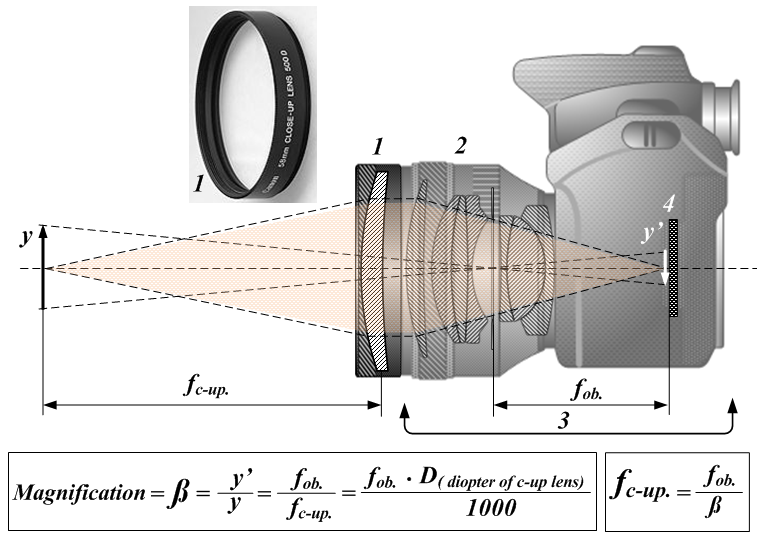
Bieg promieni w aparacie fotograficznym z soczewkami nasadkowymi
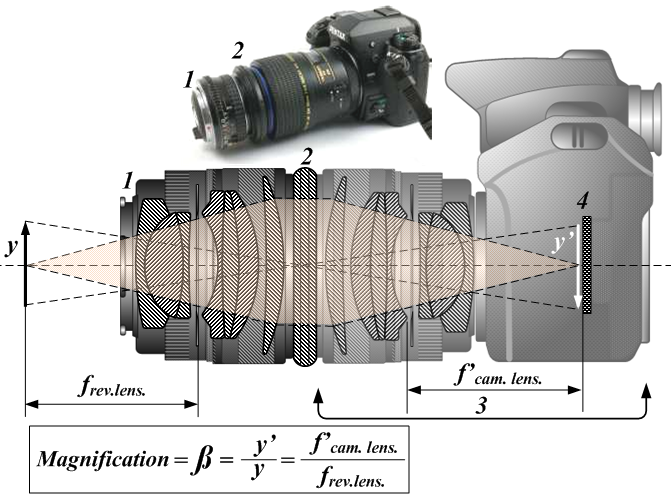
Aparat z odwróconą optyką
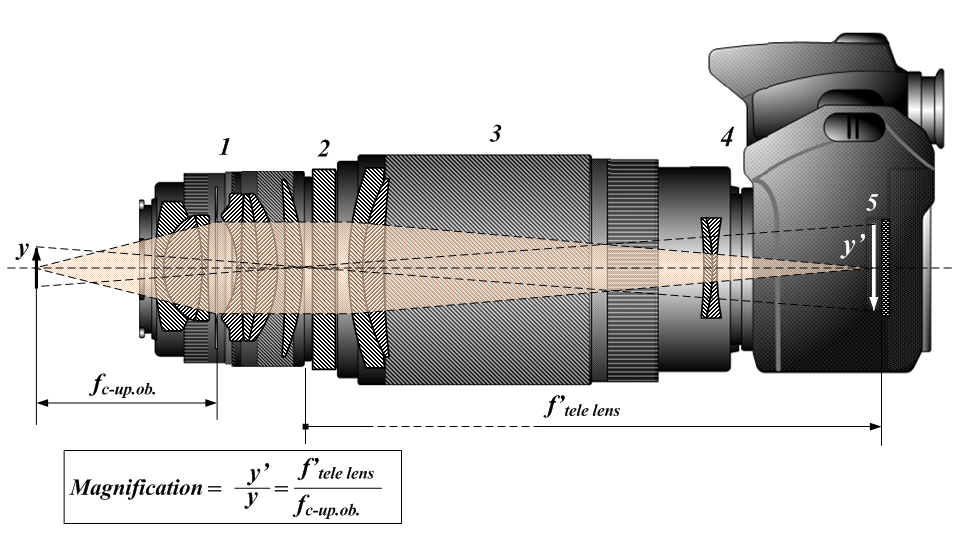
... i teleobiektywem
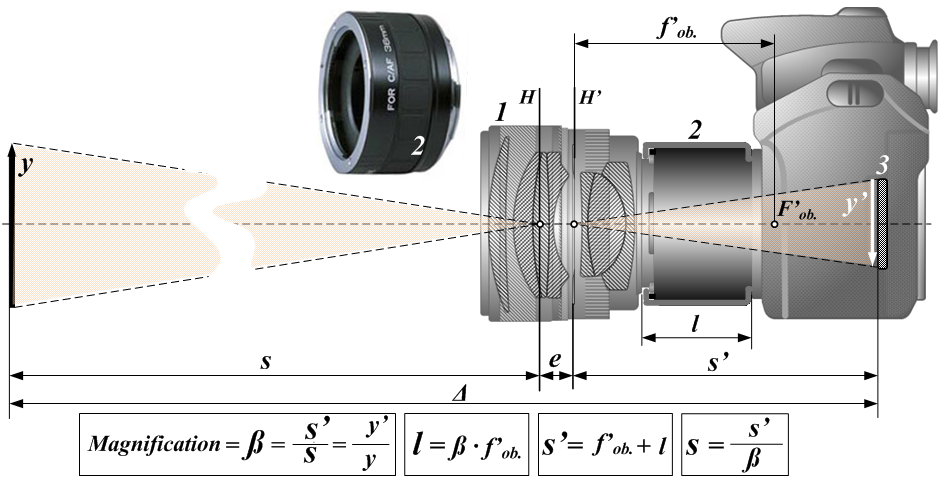
... z pierścieniem dystansującym
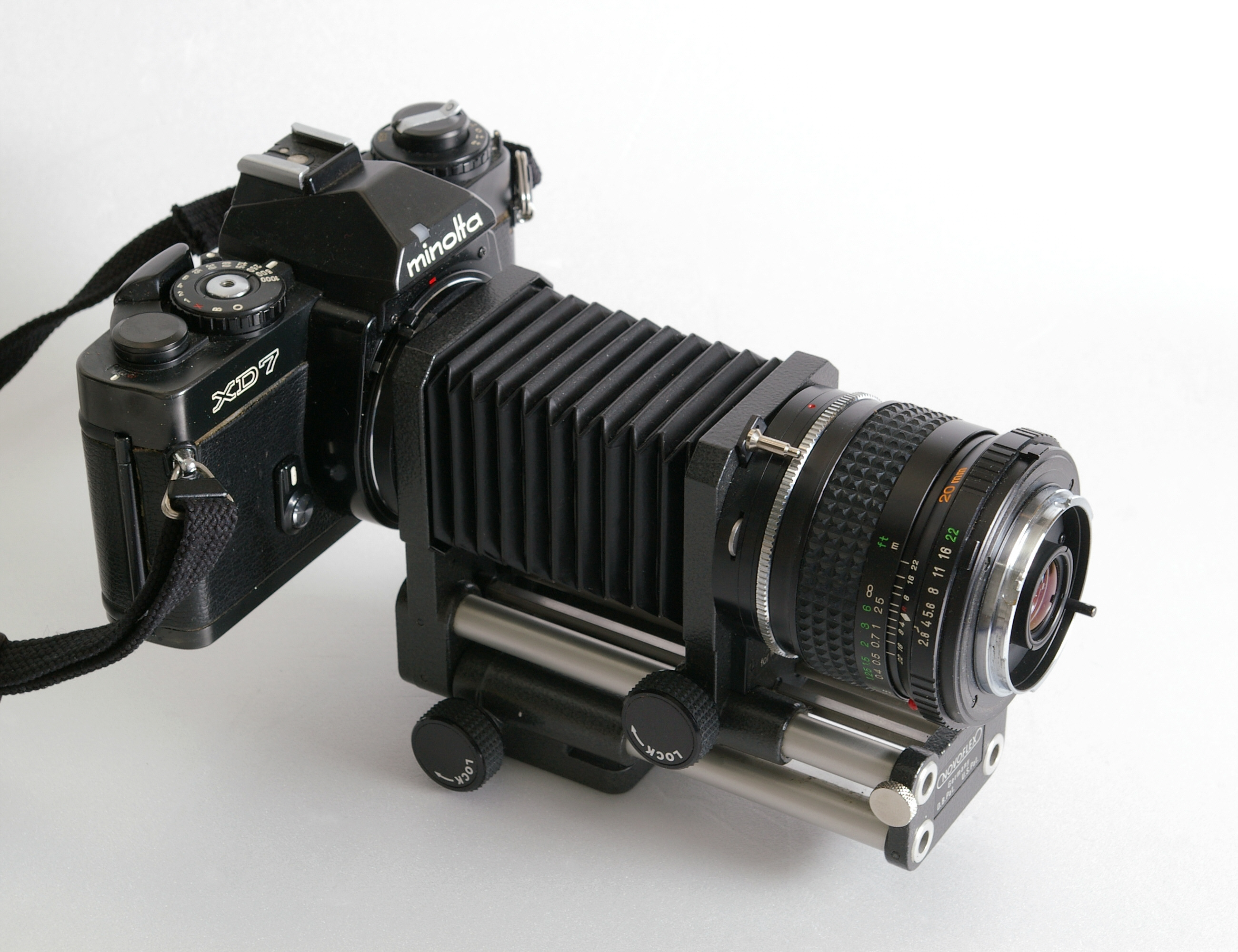
... z mieszkiem i odwróconym obiektywem
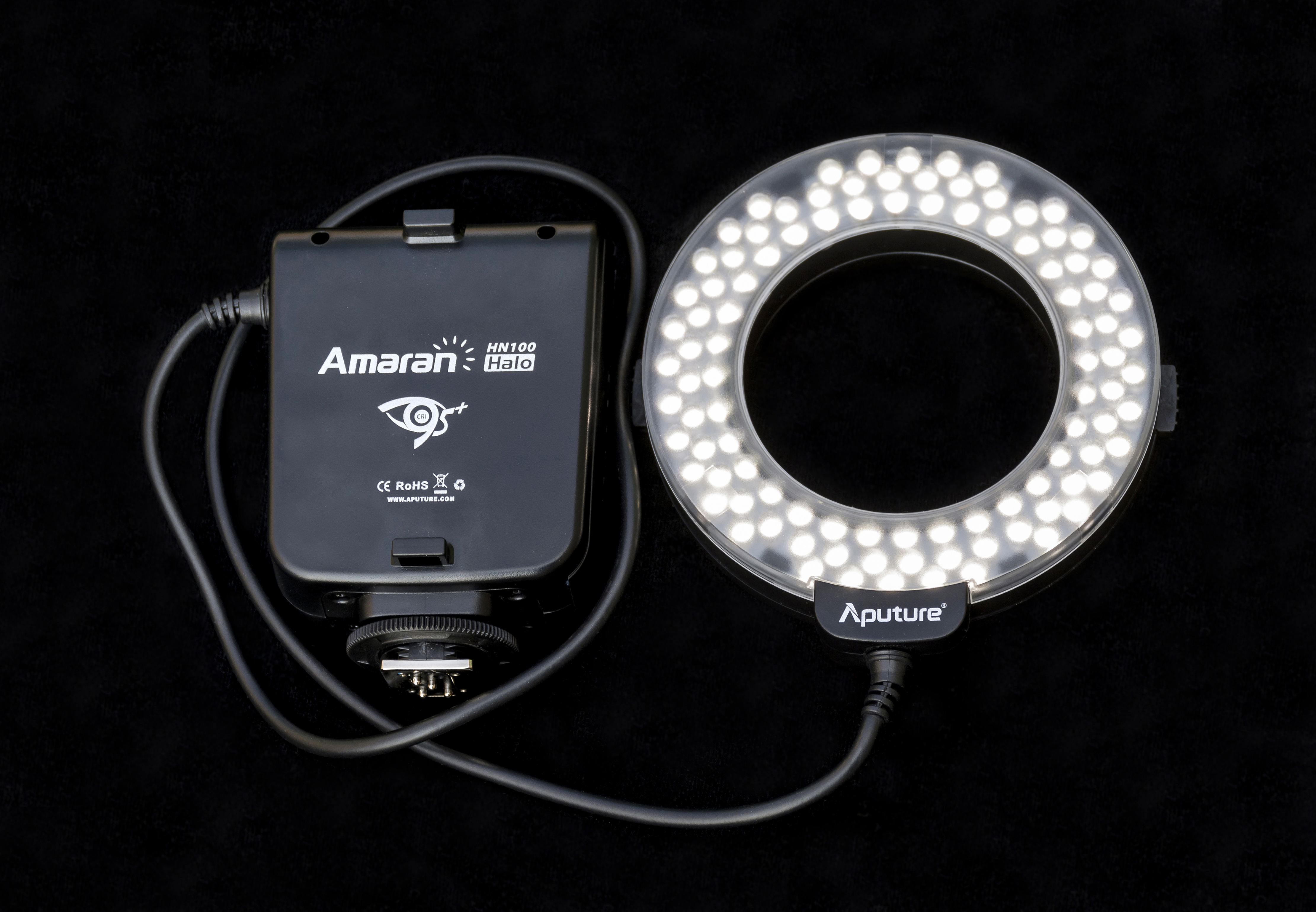
Lampa błyskowa do makrofotografii
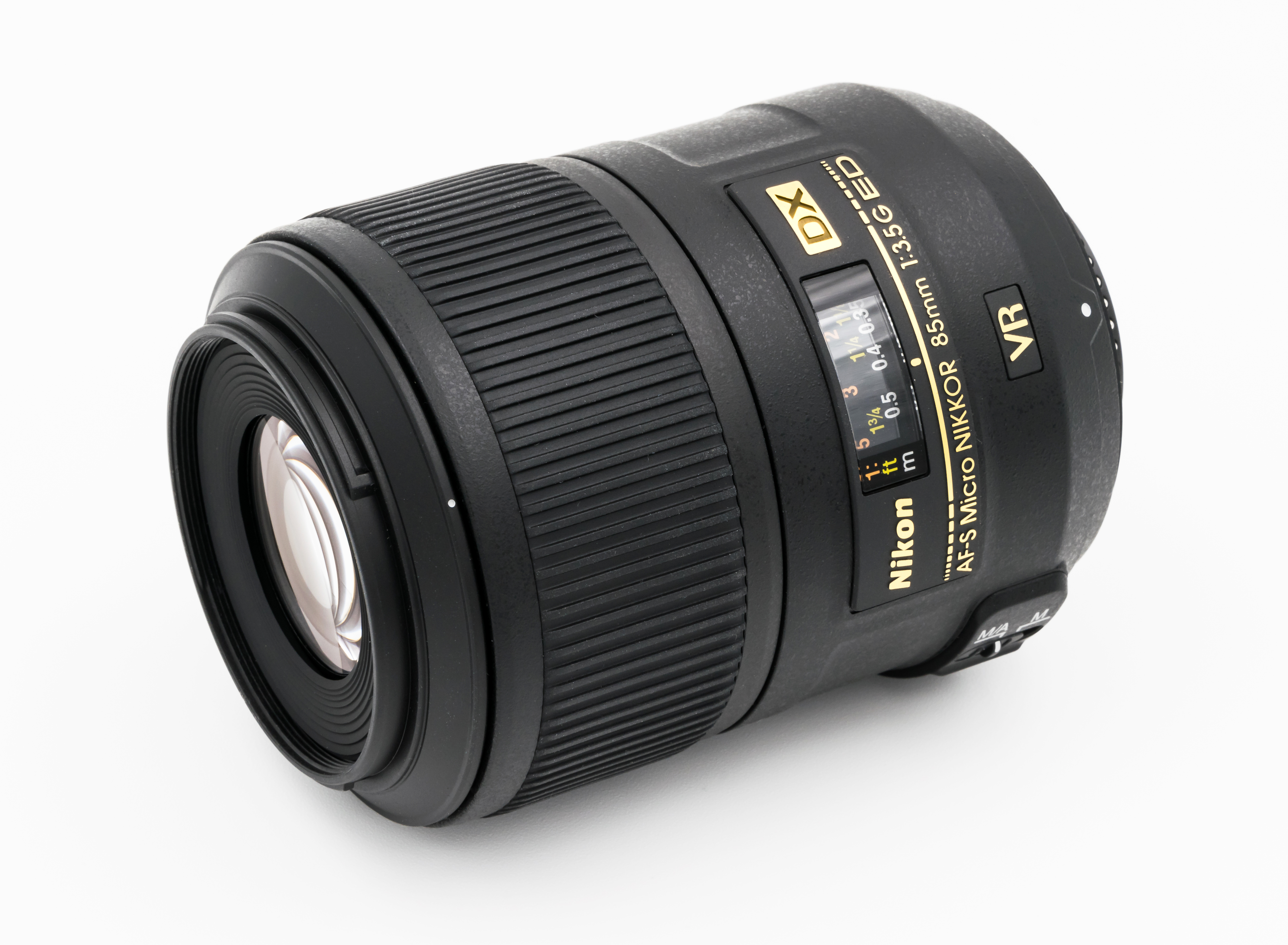
Obiektyw AF-S DX Micro Nikkor 85mm f 3.5G ED VR do makrofotografii